# Nombrar y avergonzar

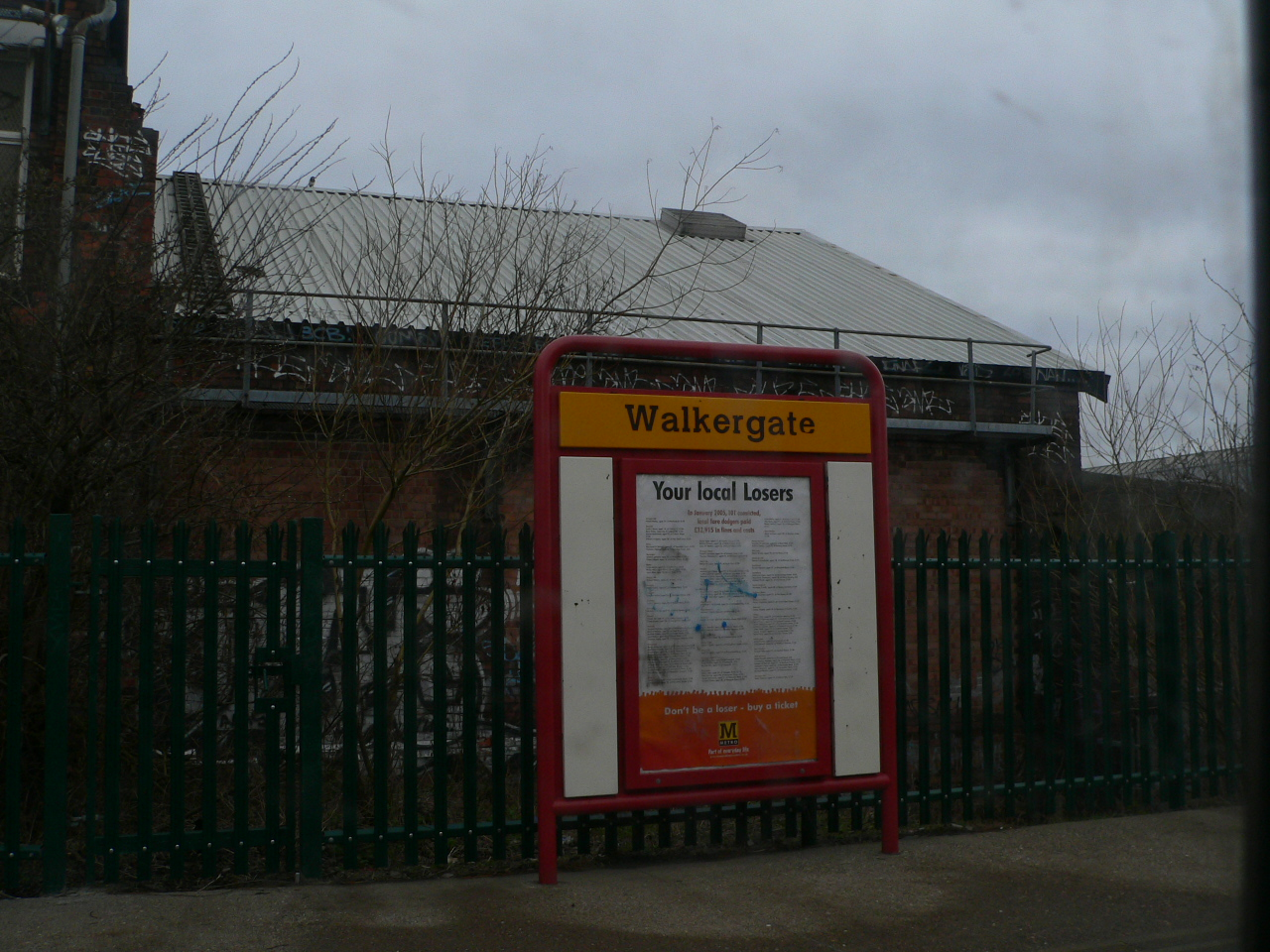
Un cartel de "Perdedores" en la estación Walkergate en el Metro de Tyne y Wear. Estos carteles son parte de la política de "nombrar y avergonzar" del operador Nexus del Metro para quienes viajan sin billete. El cartel publica los nombres y direcciones de aquellas personas sorprendidas viajando sin billete dentro del área local o desde ella.

Nombrar y avergonzar es «decir públicamente que una persona, grupo o empresa ha hecho algo considerado negativamente por quien lo dice». Es una forma de vergüenza pública utilizada para movilizar a la opinión pública en contra de determinados comportamientos y, a la vez, desalentarlos. Se practica tanto a escala nacional como internacional, donde a menudo se utiliza para denunciar prácticas comerciales desleales o violaciones de derechos humanos.
Hay cierta evidencia de que nombrar y avergonzar puede reducir las atrocidades y hacer que los gobiernos señalados mejoren su historial de derechos humanos. Algunos estudiosos, sin embargo, se preguntan si nombrar y avergonzar tiene los efectos deseados. 

## Relaciones internacionales
Nombrar y avergonzar es una estrategia común para impulsar cambios en el comportamiento estatal y no estatal. También para disuadir de modificaciones previstas en este comportamiento cuando afectan al colectivo que protesta. Es una estrategia frecuente cuando los Estados cometen abusos contra los derechos humanos. También se ha utilizado para exigir mejoras en las políticas ambientales. La moratoria de la caza de ballenas es un ejemplo de ello.

## Uso de políticas públicas
Nombrar a personas o empresas infractoras (con el objetivo implícito de avergonzarlas) se utiliza en ocasiones como un instrumento de política pública destinado a promover el cumplimiento de obligaciones legales o del deber de reparar el daño causado por el incumplimiento.
Ejemplos:
- El Gobierno del Reino Unido estableció un plan en 2010 para «nombrar a las empresas que no han pagado el salario mínimo nacional a sus empleados». El objetivo político del plan de denominación es «crear conciencia sobre la aplicación del salario mínimo y disuadir a los empleadores que de otro modo se verían tentados de violar la ley de salario mínimo». Según una declaración política del Gobierno, esta práctica se ha adoptado porque «el Gobierno reconoce que es más probable que algunos empleadores respondan a las sanciones sociales y económicas que pueden derivarse de que los detalles de sus prácticas de pago se hagan públicos, que de elementos disuasorios financieros».[15]
- En diciembre de 2018, el Departamento de Negocios, Energía y Estrategia Industrial del Reino Unido introdujo un "esquema de nombres" para ejercer presión sobre la reputación de los empleadores que no pagan las sentencias del Tribunal Laboral,[16] tras la publicación de una investigación gubernamental que encontró que el 34 % de los tribunales laborales las indemnizaciones en Inglaterra y Gales y el 46 % en Escocia quedaron sin pagar.[17]
- En 2013, Citizens Advice recomendó que la Declaración de Derechos del Consumidor del Reino Unido debería estar respaldada por medidas de los reguladores de normas comerciales para "nombrar y avergonzar" a las empresas que no han corregido las malas prácticas que afectan a los consumidores.[18]
- Desde julio de 2008, la Autoridad Alimentaria de Nueva Gales del Sur tiene una lista pública de empresas que han infringido las normas de seguridad alimentaria para brindar «a los consumidores más información para tomar decisiones sobre dónde comen o compran alimentos».[19]
- Desde 2013 la Agencia Estatal de Administración Tributaria de España publica una lista de personas físicas y jurídicas que le deben más de 600 000 euros. Es posible evitar la inclusión en la lista si se paga la deuda.[20]